# Phola Kyung
Der Phola Kyung ist ein Berg der Gangdisê-Bergkette im autonomen Gebiet Tibet.
Der Phola Kyung besitzt eine pyramidenförmige Gestalt. Seine Höhe liegt bei 6530 m (nach anderen Quellen 6500 m). Er liegt im Kreis Zhongba innerhalb der bezirksfreien Stadt Xigazê. Der Phola Kyung befindet sich 3,35 km südöstlich des Loinbo Kangri im vergletscherten Teil eines Gebirgszugs, der sich in Nordwest-Richtung erstreckt.

## Besteigungsgeschichte
Der Phola Kyung wurde am 16. Oktober 2006 von Bruce Normand, Brian Alder und Erik Monasterio über die Südostwand und den oberen Ostgrat erstbestiegen.